# Comtesse Maritza
Gräfin Mariza
Pour les articles homonymes, voir La Comtesse Maritza.
Versions successives
Adaptation française : Max Eddy et Jean Marietti 1930
Représentations notables
Création à Paris, Théâtre des Champs Elysées, le 7 mai 1931
Personnages
- Comtesse Maritza, soprano
- Comtesse Lisa, soprano
- Princesse Božena Guddenstein zu Clumetz, contralto
- Manja, jeune tsigane, soprano
- Comte Tassilo, ténor
- Prince Populesco, baryton
- Baron Kolomán Zsupán, trial

Airs
- Acte I « Le bonheur est un rêve merveilleux » (Manja) ; « Le regret parfois » (Tassilo) ; Chœur et entrée de Maritza ; « Ma p'tite sœur, mon frérot » (Tassilo, Lisa) ; « Un tout petit bout d'homme » (Zsupan, Maritza); « Joue, Tzigane, joue » (Tassilo)
- Acte II : « Tout, tout, tout » (Duo Zsupan-Lisa) ; « O Maritza tout nous sépare » (Duo Tassilo-Maritza); « Dis oui, O mon amour » (Duo Tassilo-Maritza )
- Acte III : « C'est pour un baiser » (Tassilo)

La Comtesse Maritza (en allemand Gräfin Mariza, est une opérette en trois actes du compositeur hongrois Emmerich Kálmán, sur un livret de Julius Brammer et Alfred Grünwald, d’après Le Roman d'un jeune homme pauvre d’Octave Feuillet. L'adaptation française est de Max Eddy et Jean Marietti. Sa première représentation a eu lieu à Vienne au Theater an der Wien, le 28 février 1924 et la création française, le 27 février 1930, au Théâtre municipal de Mulhouse.

## Différentes versions
La Comtesse Maritza peut être considéré comme un chef-d'œuvre de Kálmán, une des plus belles opérettes austro-hongroise avec Le Baron tzigane de Strauss. Elle est encore très appréciée de nos jours grâce à sa superbe partition. Tout en conservant le schéma des œuvres antérieures de Kálmán et des autres opérettes viennoises de l'époque, les duos romantiques, les numéros comiques secondaires, les mélodies des airs et l'éclat de la couleur instrumentale sont remarquables. Produites par et mettant en vedette le nouveau gestionnaire du Theater an der Wien, Hubert Marischka (comme Tassilo), avec Betty Fischer (comme la comtesse), le chanteur de variété Max Hansen (comme le baron Zsupán), Richard Waldemar et Hans Moser, la Comtesse Mariza connaît une première sensationnelle et des représentations sans interruption pendant plus d'un an. Un total de 396 représentations ont été données jusqu'en 1933.
Le Shubert theater de New York achète les droits américains et charge Harry B. Smith de l'adapter en anglais. La distribution de la première (18 septembre 1926) comprenait Yvonne d'Arle (Comtesse Maritza), Walter Woolf (Tassilo) et Odette Myrtil en tsigane Manja (un rôle relativement peu important comprenant un air qu'elle accompagnait elle-même au violon avant de le détruire). Vivian Hart et Harry K. Morton était le couple secondaire, et George Hassell interprétait le rôle du prince Populescu. La troupe comprenait une centaine de personnes. Quand Mlle d'Arle fit son entrée sur scène, accompagnée de deux chiens-loups de Russie, un pan du décor s'est écroulé, tandis que Hope Hampton, qui avait été pressentie pour le rôle, était assise dans sa loge, et sans doute jubilait. Le critique J. Brooks Atkinson déclara: « Miss Myrtil est enjouée et pleine d'entrain, et elle joue du violon avec habileté. Mais le bris sans motif de cet instrument entraînera des frais généraux plus importants que toutes les recettes ». En effet, les Shubert avaient ordonné de prévoir des violons pour trois mois tant ils étaient confiants de la réussite. Et du succès, il y en eut. Le public apprécia le très bel air de Tassilo chanté à Vienne par Hubert Marischka « Komm, Zigany », traduit en anglais par « Play Gypsies - Dance Gypsies » (en français l'air s'intitule « Joue, Tsigane ! »).
En France, l'opérette fut créée au théâtre de Mulhouse en 1930 et reprise à Paris au Théâtre des Champs Elysées, en mai 1931, avec Roger Bourdin (Tassilo) et Mary Lewis (la comtesse). Le chef d'orchestre était Anton Paulik du Theater an der Wien. 
À Londres, la Comtesse Maritza ne fut créée qu'en 1938, avec un artiste célèbre à l'époque, Douglas Byng, en baron Zsupán, et John Garrick en Tassilo. Maria Losseff était la comtesse.

## Versions cinématographiques
Il y eut au moins trois versions cinématographiques : 
- 1925 : Gräfin Mariza (de), film allemand de Hans Steinhoff avec Vivian Gibson, Harry Liedtke, Colette Brettel
- 1932 : La Comtesse Maritza (Gräfin Mariza), film américain de Richard Oswald avec Dorothea Wieck, Hubert Marischka, Charlotte Ander, Ferdinand von Alten, Anton Pointner, Ernő Verebes
- 1958 : La Comtesse Maritza, film autrichien réalisé par Rudolf Schündler avec Christine Görner, Gunther Philipp, Hans Moser, Rudolf Schock

## Argument
L'action se passe en Hongrie, au début du XXe siècle.

### Acte I
Au château de la comtesse Maritza.
La comtesse Maritza vit en ville et elle a confié la gestion de son château à son intendant - en fait le comte Tassilo Endrödy-Wittemburg, qui s'est fait engager sous le pseudonyme de Bela Torek. Tassilo, qui a perdu sa fortune à cause d'un père noceur, espère, par son travail, gagner une dot pour sa sœur Lisa qui ignore tout de l'appauvrissement de la famille. Il aime plutôt son service : il n'a jamais vu sa maîtresse ; elle lui envoie les loyers. Les serviteurs et les paysans l'apprécient. Mais cette situation idyllique se termine : le prince Populescu, un vieux « Don Juan », arrive et annonce ses fiançailles avec la comtesse Maritza. Soudain, elle apparaît, magnifique, enjouée, mais aussi capricieuse. Elle dit vouloir célébrer son mariage avec le baron Koloman Zsupán, personnage qu'elle a en fait inventé pour avoir la paix, se souvenant de l'opérette de Strauss, Le Baron tzigane. Elle annonce qu'il a été retardé par quelques affaires, et que la fête des fiançailles se poursuivra sans lui. Mais alors, tout à coup, il paraît ! Le vrai baron Zsupán (car il existe vraiment) a lu sa « bonne fortune » dans les journaux, et a décidé de venir au château de la comtesse. Il rencontre Maritza qui le présente aux invités. Là, ils surprennent Tassilio, exclu de la fête, qui chante un air tsigane qui lui rappelle son enfance. Maritza le supplie de chanter pour les invités. Il refuse, et la comtesse, en colère, le congédie. Finalement, ils se réconcilient et il chante pour elle seule.

### Acte II
Scène 1 : dans le parc du château de Maritza
La comtesse reçoit des visiteurs : Lisa, la sœur de Tassilo, qui ne sait pas qu'il est intendant du château et Zsupán, qui est venu rendre visite à sa «fiancée». Lisa et Zsupán s'aiment et celui-ci lui répète vingt fois qu'il n'aime pas Mariza et qu'il a rêvé de Lisa cette nuit. Tassilo est surpris et heureux de revoir sa sœur. Dans un duo, ils se souviennent de leur enfance.
Scène 2: Un salon chez Maritza
Un mois a passé. Tassilo écrit une lettre à son ami, le comte Karl-Stephan Liebenberg, pour lui dire qu'il souffre beaucoup, mais que pour donner une dot à Lisa, il est prêt à tout endurer. Maritza le surprend. Ensemble, ils chantent un duo où ils s'avouent leur amour. Populescu raconte à Maritza qu'il a vu son intendant dans le parc avec une jolie fille, et il montre la lettre inachevée de Tassilo qui parle d'une dot. Maritza ne sait pas que Tassilo a une sœur, et elle prend Lisa pour une intrigante, une « chasseuse de dots ». Le final du deuxième acte est une scène dramatique où Maritza humilie et insulte Tassilo, avant de le mettre à la porte. Lisa vient, court vers son frère, et ils sortent ensemble. Maritza comprend qu'elle a fait une erreur.

### Acte III
Le lendemain matin Zsupan donne rendez-vous à Lisa dans le parc. Ils chantent ensemble. Tassilo apprend alors qu'il vient de recevoir un grand héritage d'une vieille tante qui a fait preuve au bon moment de générosité en rachetant les propriétés du père prodigue. Tassilo pourra reprendre son rang de gentilhomme et épouser la belle Maritza. Quant à Lisa et Zsupan, ils convoleront en justes noces.

## Représentations récentes
- 2004 : Seefestspiele Mörbisch (Autriche)
- 2006 : Lyon (Bourse du Travail), 18 et 19 novembre
- 2007 : Moscou, 16 juin
- 2010 : Lamalou-les-Bains (Théâtre du Casino) : 3 janvier
- 2010 : Ath (Les Matelots de la Dendre) : 13 et 14 mars [1]
- 2013 : Palais des festivals de Baden-Baden